# Surinaamse parlementsverkiezingen 2025/Kandidatenlijst/PL
Dit is de lijst van kandidaten voor de Surinaamse parlementsverkiezingen in 2025 van PL. De lijsttrekker is Bronto Somohardjo. De verkiezingen vinden plaats op 25 mei 2025.
De onderstaande deelnemers kandideren op grond van landelijke evenredigheid voor een zetel in De Nationale Assemblée. Los van deze lijst vinden tegelijkertijd de verkiezingen plaats voor de districtsraden en de ressortraden.

## Kandidatenlijst
Hieronder volgt de kandidatenlijst.
1. Bronto Somohardjo (Bronto Salam Gino Somohardjo)
2. Uraiqit Ramsaran (Uraiqit Hanafi Ramsaran)
3. Xiaobao Zheng
4. Andy Atmodimedjo (Andy Jozua Soenarijo Atmodimedjo)
5. Evert Karto (Evert Legiran Karto)
6. Rosette van Varsseveld (Rosette Margie van Varsseveld)
7. Roy Chitanie (Roy Fieres Alie Chitanie)
8. Stanley Soeropawiro (Stanley Legijo Soeropawiro)
9. Joan Tajib (Joan Elvy Cheryl Tajib)
10. Miguel Moerawi (Miguel Soejitno Moerawi)
11. Rubesh Kartopawiro (Rubesh Baiel Kartopawiro)
12. Ashwin Jagmohansingh (Hansraj Ashwin Jagmohansingh)
13. Soediana Kartosentiko
14. Lorensia Karso (Lorensia Natini Karso)
15. Daniëlla Dipopawiro (Daniëlla Catleen Dipopawiro)
16. Dorien Tojosemito
17. Firdaus Samijadi (Muhammad Firdaus Samijadi)
18. Janice Poeketi (Janice Orlivanda Koosoe Poeketi)
19. Ricardo Simons (Ricardo August Simons)
20. Gwen Sakrama (Gwen Sabrina Sakrama)
21. Bisoendath Jhakry (Bisoendath Jhakry)
22. Kathlien Rodiwongso (Kathlien Nathalie Rodiwongso)
23. Luciano Karijoredjo (Luciano Fernando Wagiran Karijoredjo)
24. Saskia Paiman (Saskia Roebinah Paiman)
25. Diepakkoemar Chitan
26. John Sandriman (John Steve Sandriman)
27. Bianca Bratawinata (Bianca Iraida Bratawinata)
28. Marjorie Alimoenardjo (Marjorie Rijatmie Alimoenardjo)
29. Jochebed Koanting (Jochebed Garrelline Koanting)
30. Juanito Eijk (Juanito Roméro Eijk)
31. Ristie Pawiroredjo (Ristie Wagirin Pawiroredjo)
32. Moenikke Kasban (Moenikke Paidjah Kasban)
33. Jusuf Dipowirono (Erulynn Jusuf Dipowirono)
34. Radjkoemar Kirpal (Radjkoemar Kirpal)
35. Shasvien Nirmal (Shasvien Raynish Nirmal)
36. Netty Astrokarijo (Netty Marlien Astrokarijo)
37. Stefana Amatsairoon (Stefana Consuela Amatsairoon)
38. Harridatsingh Lumsden (Harridatsingh Lumsden)
39. Kavita Lachman (Sharvani Kavita Lachman)
40. Hendrik Sakimin (Hendrik Wagiman Sakimin)
41. Jatino Ronodikromo (Jatino Ronodikromo)
42. Iän Ramadhin (Iän Vernon Ramadhin)
43. Oelaisah Soredjo (Oelaisah Diemoetja Soredjo)
44. Roy Wongsopawiro (Roy Ponidie Wongsopawiro)
45. Mieke Karijodikromo (Mieke Ajem Karijodikromo)
46. Kaminie Rakimoen (Kaminie Rakimoen)
47. Rudi Wagimin (Rudi Soemirin Wagimin)
48. Jennifer Tahir (Jennifer Karin Tahir)
49. Djanmady Karijodikoro (Djanmady Amien John Martin Karijodikoro)
50. Martha Djojoseparto (Martha Juliëtte Djojoseparto)
51. Ajoeb Moentari

Kandidaten per partij: A20 · 
ABOP · 
APP · 
BEP · 
DA'91 · 
DNL · 
DUS · 
NDP · 
NPS · 
OPTSU · 
PL · 
PVC · 
VHP · 
VLS